# Milichiella nudiventris
Milichiella nudiventris är en tvåvingeart som beskrevs av Becker 1907. Milichiella nudiventris ingår i släktet Milichiella och familjen sprickflugor.
Artens utbredningsområde är Bolivia.